# Сеттат
Сеттат (араб. سطات‎) — марокканский город, расположенный между столицей страны Рабатом и городом Марракеш. Сеттат находится в сердце страны, к югу от Касабланки. Сеттат — столица префектуры Шавия-Уардига и провинции Сеттат, самый старый город в этой провинции, также самый крупный и по размеру и по численности населения. Сеттат находится на высоте 370 м над уровнем моря, построен на плато, окружённом предгорьями со всех сторон. Среди достопримечательностей Сеттата — крепость Исмаила в центре города.

## Города-побратимы
- Испания — Бургос (Кастилия и Леон, Испания).
- Франция — Тур, Франция